# Cryptocephalus equiseti
Cryptocephalus equiseti is een keversoort uit de familie bladkevers (Chrysomelidae). De wetenschappelijke naam van de soort werd in 1888 gepubliceerd door Costa.